# Parpalló-Borrell
El Paratge Natural Municipal Parpalló-Borrell, amb una superfície de 549,50 ha, es troba al terme municipal de Gandia, a la Safor. Este paratge és contigu al Paratge Natural Municipal del Surar de Pinet.
La vegetació predominant és el matoll mediterrani, corresponent a les etapes de substitució dels boscos originals de carrasca i alzina surera. El matollar està compost per llentiscle, margalló, estepes i diverses espècies aromàtiques. El seu estrat arbori actual el forma principalment el pi blanc i el pinastre, junt al garrofer, el fleix i la carrasca, així com algunes oliveres. Este enclavament destaca per la presència de fauna de notable interès, com és el gat salvatge, l'àguila reial, el duc i gastròpodes endèmics del massís del Mondúber i dels seus barrancs pròxims. També cal remarcar el valuós patrimoni arqueològic de la Cova del Parpalló i de la Cova del Garrofer. Esta cova és una de les referències principals per a l'art paleolític europeu. S'han datat més de 5.000 peces d'art moble que comprenen totes les fases del Paleolític superior.
A més, esta zona està localitzada al Massís del Mondúber que és la millor representació de la geomorfologia càrstica del País Valencià i fou declarat Paratge Natural Municipal per Acord del Consell de la Generalitat Valenciana a data 30 d'abril de 2004. (En este article es recull el text de l'acord).